# Mnogočlenarji
Mnogočlénarji (znanstveno ime Polymeria) so opuščen takson živali, ki so ga po starejši klasifikaciji (najbolj znan tak sistem je bil Hadžijev) obravnavali na rangu debla. Združeval je živali, ki imajo telo na zunaj členjeno na mnogo somitov (telesnih členov): kolobarnike, nožičnike in členonožce.
Po danes uveljavljenem mnenju je skupina parafiletska, saj združuje živali po podobni telesni zgradbi in ne po sorodnosti. Kot taka je v sodobni klasifikaciji neustrezna, skupine, ki so jih nekoč združevali v mnogočlenarje, pa obravnavamo kot samostojna debla.